# Joaquín María López López

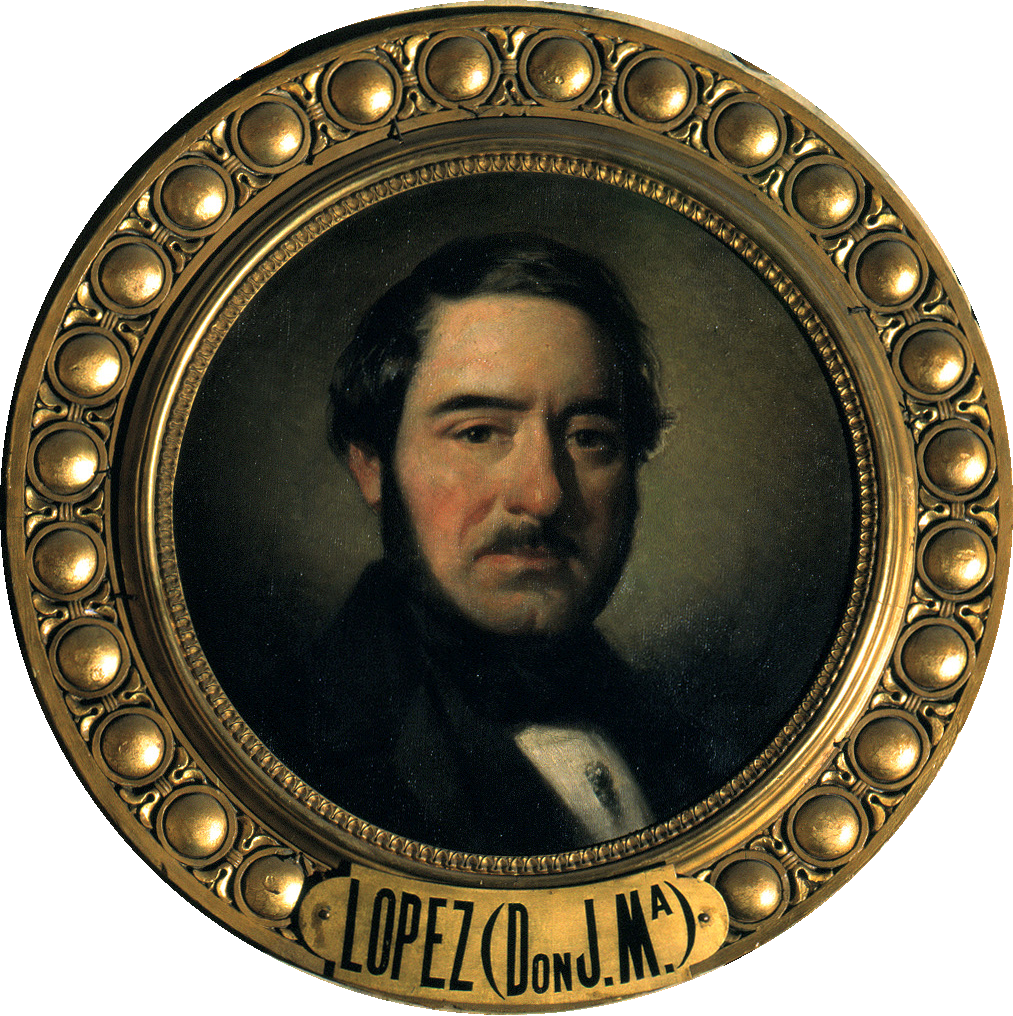
Joaquín María López López (Gemälde von José María Casado del Alisal (1884))

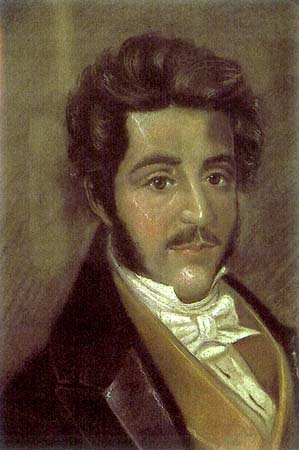
Joaquín María López López (c.1840)

Joaquín María López y López (* 15. August 1798 in Villena; † 14. November 1855 in Madrid) war ein spanischer Politiker und Ministerpräsident Spaniens (Presidente del Gobierno).

## Leben

### Studium und Herrschaft von Ferdinand VII.
Nach dem Schulbesuch absolvierte er ein Studium der Rechtswissenschaften an der Universität Complutense Madrid. Im Anschluss daran war er als Rechtsanwalt sowie als Professor für Politisches Recht tätig.
Während der dreijährigen liberalen Periode (Triennio Liberal) nach der Revolution vom Januar 1820 war er Freiwilliger des Nationalen Militärdienstes. Nachdem König Ferdinand VII. nach der Französischen Invasion in Spanien 1823 erneut die absolute Macht übernahm, ging er ins Exil nach Frankreich und kehrte erst nach dem Tode des Königs 1833 nach Spanien zurück.

### Herrschaft von Isabella II. und Ministerpräsident
Bei den Wahlen vom 30. Juni 1834 wird er erstmals zum Abgeordneten des Parlaments (Congreso de los Diputados) gewählt. In den folgenden Jahren gehörte er dem Parlament bis zum 3. September 1844 als Vertreter der Wahlkreise von Alicante, Albacete, Madrid, Valencia, Barcelona, La Coruña, Málaga, Cáceres, Cádiz und Toledo an. Während dieser Zeit versuchte er sich an den liberalen Reformen zu beteiligen. Im November 1837 war er darüber hinaus für drei Tage auch Parlamentspräsident.
1835 gehörte er auch zum Kreis der Vorbereitung der Revolte von Valencia und gehörte anschließend für kurze Zeit der Regierungsjunta als Vizepräsident an. Am 11. September 1836 wurde er als Innenminister (Ministro de Gobernación) in das Kabinett von José María Calatrava berufen, dem er dann bis zum 27. März 1837 angehörte.
Am 9. Mai 1843 wurde er schließlich zum ersten Mal selbst zum Ministerpräsidenten Spaniens (Presidente del Gobierno) ernannt. Als solcher wurde er jedoch bereits nach zehn Tagen am 19. Mai 1843 nach Meinungsverschiedenheiten mit dem Regenten General Baldomero Espartero von Álvaro Gómez Becerra abgelöst. Zugleich übernahm er während seiner kurzen Amtszeit auch das Amt des Ministers für Gnadengesuche und Justiz (Ministro de Gracia y Justicia).

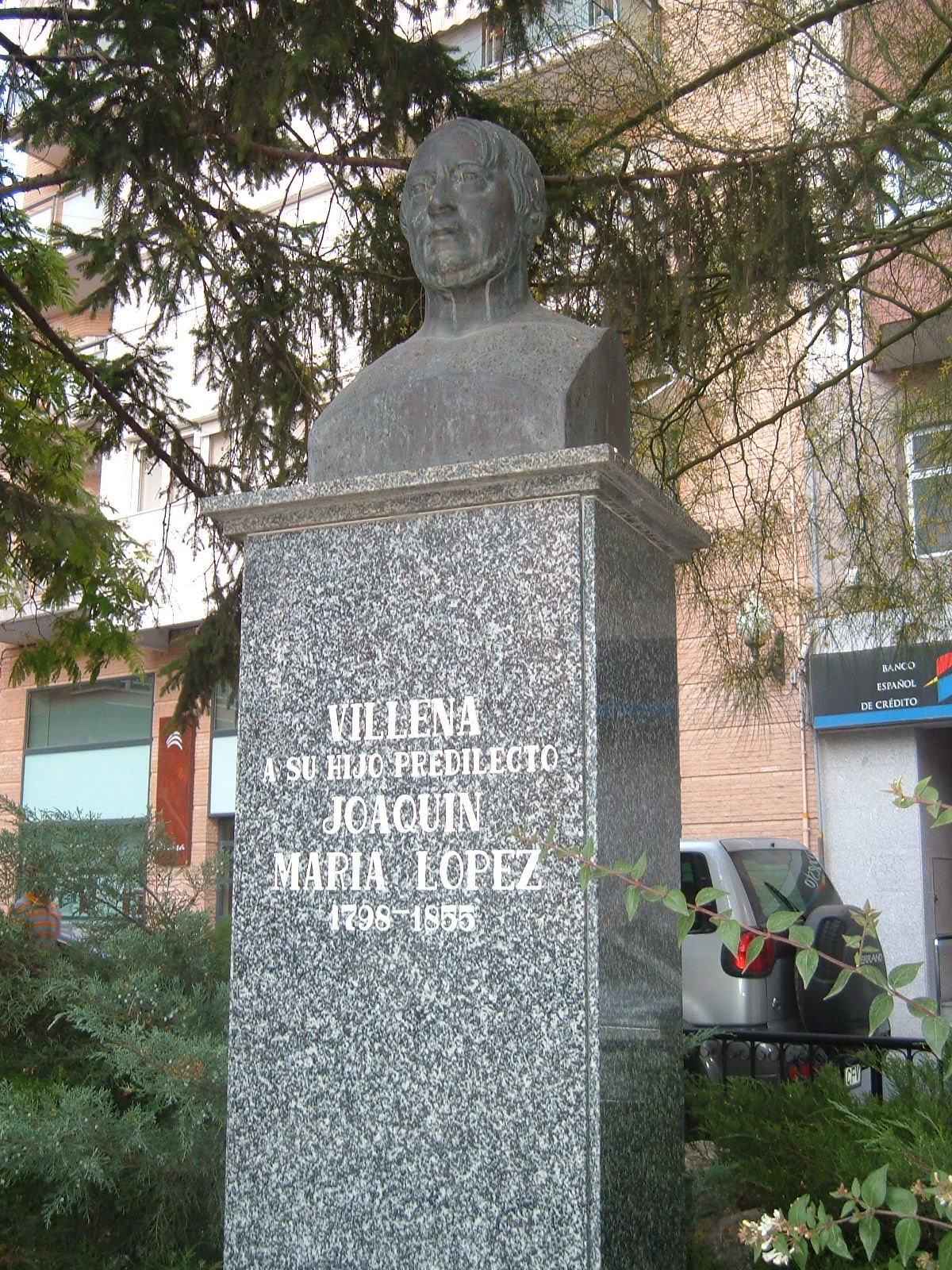
Denkmal in Villena

Als Gómez Becerra am 23. Juli 1843 nach der Niederlage Esparteros bei den Juli-Aufständen als Ministerpräsident entlassen wurde, folgte ihm López López in diesem Amt wiederum nach und übernahm in seinem bis zum 20. November 1843 regierenden Kabinett erneut auch das Ministerium für Gnadengesuche und Justiz. Eine der bedeutendsten Entscheidungen seiner Amtszeit erfolgte am 8. November 1843 mit der Erklärung der Volljährigkeit (Declaración de mayoría de edad) der damals erst dreizehnjährigen Königin Isabella II. durch die Cortes. Dadurch entfiel die bisherige Notwendigkeit der Bestellung eines Regenten.
Für seine politischen Verdienste wurde er am 21. April 1847 durch die Königin zum Senator auf Lebenszeit (Sendaor Vitalicio) ernannt. Zuletzt erfolgte 1854 noch seine Berufung zum Richter an das Militär- und Marinegericht (Tribunal de Guerra y Marina).

## Veröffentlichungen
Neben Novellen und Gedichten war er insbesondere auch als Autor von politischen Schriften tätig:
- El juramento (Der Schwur)
- Discursos pronunciados en las Cortes de 1836, 37 y 38 (Ausgewählte Reden vor der Cortes von 1836 bis 1838)
- Lecciones de elocuencia general, de elocuencia forense, de elocuencia parlamentaria y de improvisación (Lektionen der allgemeinen Redegewandtheit, der Redegewandtheit vor Gerichten, der parlamentarischen Redegewandtheit sowie der Improvisation)
- Colección de discursos parlamantarios, Defensas Forenses y producciones literarias (Gesammelte Parlamentsreden, gerichtliche Verteidigungen und Literarische Werke).